# Heinz Schmidtke (Ergonom)
Heinz Schmidtke (* 6. August 1925 in Goslar; † 11. Dezember 2013) war ein deutscher Arbeitswissenschaftler. Er war Ordinarius für Ergonomie und Rektor der Technischen Universität München (TUM).

## Leben
Schmidtke studierte Psychologie und Physik bis 1949 und schloss an der  TH Braunschweig mit der Dissertation Flimmertest und psychische Ermüdung zum Dr. rer. nat. ab. Seine Habilitation Die Ermüdung beendete er 1960 in Kiel. Nach einjähriger Tätigkeit als Leiter eines physikalischen Labors in der chemischen Industrie folgte eine einjährige Gastprofessur an der University of California, Berkeley. 1957 wurde er Leiter der "Psychologischen Arbeitsgruppe" am damaligen Max-Planck-Instituts für Arbeitsphysiologie in Dortmund. 1962 wurde er an die TH München an das neu gegründete Institut für Arbeitspsychologie und Arbeitspädagogik, dem späteren Lehrstuhl für Ergonomie (LfE) berufen. Sein Nachfolger dort wurde 1993 Heiner Bubb.
Seine Arbeit, die in  praktischen Konstruktionsempfehlungen wiederzufinden ist, wurde auch unter dem Namen „Münchener Ergonomie“ bekannt.
Heinz Schmidtke verstarb am 11. Dezember 2013 im Alter von 88 Jahren.

## Schriften (Auswahl)
- mit Gerhard Kaminsky: Arbeitsablauf und Bewegungsstudien. 1960.
- Die Ermüdung, Symptome – Theorie – Meßversuche. Bern 1965.
- (Hrsg.): Ergonomie. Hanser, 3. Auflage. 1993.
- Wolfgang A. Herrmann: Trauerrede über Heinz Schmidtke (1925–2013); in: Technische Universität München, Reden des Präsidenten, 24. Februar 2014.

| Personendaten    | Personendaten                    |
| ---------------- | -------------------------------- |
| NAME             | Schmidtke, Heinz                 |
| KURZBESCHREIBUNG | deutscher Arbeitswissenschaftler |
| GEBURTSDATUM     | 6. August 1925                   |
| GEBURTSORT       | Goslar                           |
| STERBEDATUM      | 11. Dezember 2013                |